# Husein Kavazović

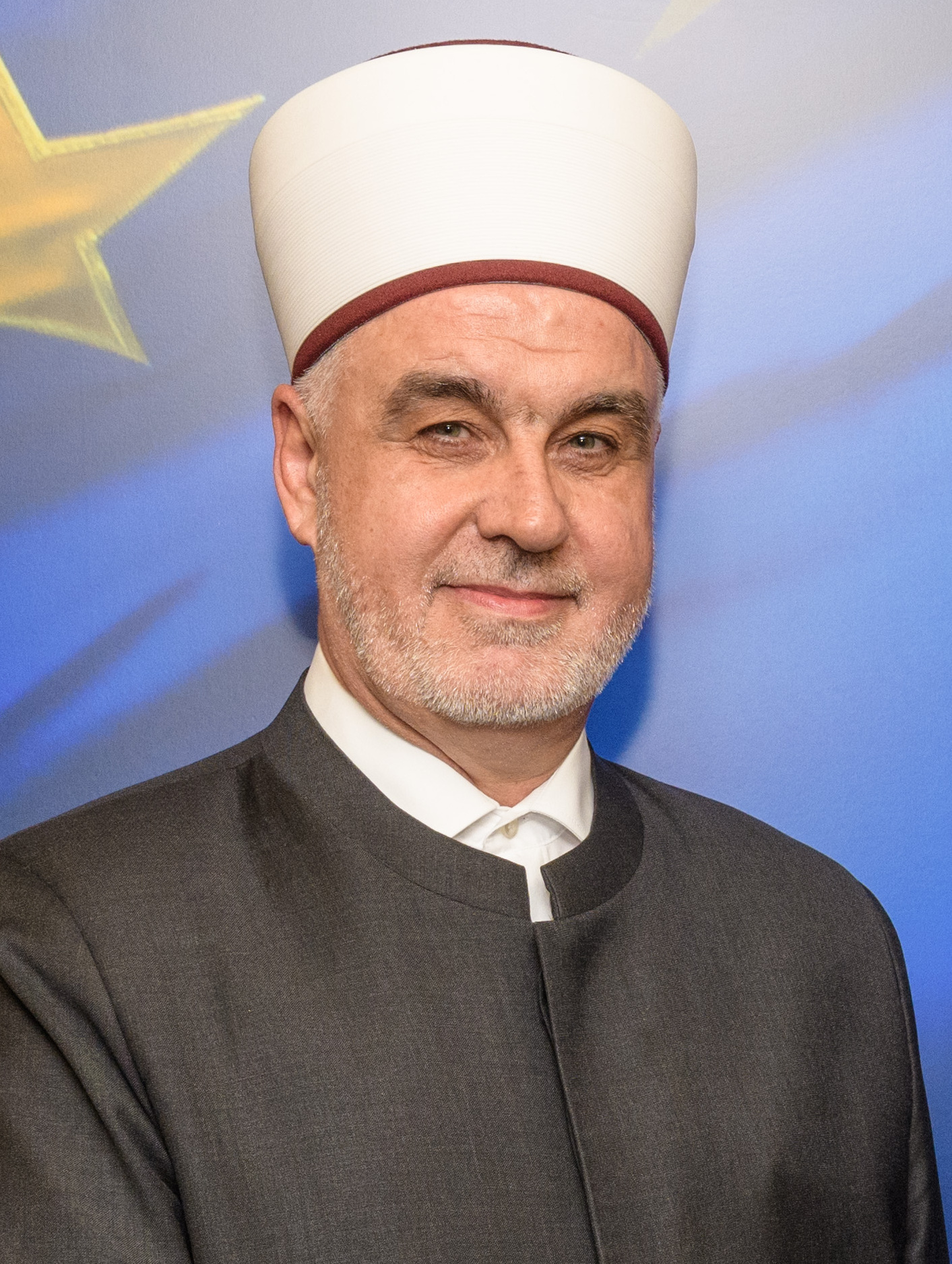
Husein Kavazović

Husein Kavazović (* 3. Juli 1964 in Gradačac) ist ein bosnischer islamischer Geistlicher und seit September 2012 bosnischer Großmufti. Zuvor war er Mufti von Tuzla. Kavazović ist der 14. bosnische Großmufti seit 1882. Sein Vorgänger war Mustafa Cerić.

## Leben
Kavazović studierte zwischen 1985 und 1990 islamisches Recht an der al-Azhar-Universität in Kairo. Bei der Wahl in der Gazi-Husrev-Beg-Moschee, der Hauptmoschee Sarajevos, erhielt er 240 von 382 Stimmen. In seinem Wahlprogramm hatte sich Kavazović unter anderem für die Zusammenarbeit mit anderen Religionsgemeinschaften und eine breitere „Eingliederung der Frauen in die Arbeit der islamischen Religionsgemeinschaft“ eingesetzt.